# ستيف روس (مغني)
ستيف روس (بالإنجليزية: Steve Ross)‏ هو مغني أمريكي، ولد في 8 ديسمبر 1938 في نيو روتشيل في الولايات المتحدة.

## وصلات خارجية
- ستيف روس على موقع أول ميوزيك (الإنجليزية)
- ستيف روس على موقع ديسكوغز (الإنجليزية)

- الموقع الرسمي